# Homerun (Gotthard)
Homerun è il quinto album in studio della rock band svizzera Gotthard, pubblicato nel gennaio del 2001 dalla BMG/Ariola. L'uscita è stata anticipata dalla pubblicazione del singolo Heaven nel dicembre del 2000.
Si tratta dell'album di maggior successo commerciale della band. Ha debuttato direttamente al primo posto della classifica svizzera, mantenendolo per sei settimane consecutive. In patria è inoltre risultato il disco più venduto in assoluto nell'anno 2001.
L'album è arrivato in poco tempo a essere certificato triplo disco di platino per le vendite nel 2001. Il 9 novembre 2011 è stato comunicato che è diventato quadruplo disco di platino.
Le sonorità del disco seguono la scia intrapresa dai Gotthard con il precedente Open, dallo stile più ricercato e in contrasto con il sound aggressivo degli esordi.

## Tracce
Tutte le canzoni sono state composte da Steve Lee, Leo Leoni e Chris von Rohr, eccetto dove indicato.
1. Wun Ga-Li (strumentale) – 0:28 (Marc Lynn)
2. Everything Can Change – 4:02 (Lee, Mandy Meyer, von Rohr)
3. Take It Easy – 3:41 (Andy Taylor, Steve Jones)
4. Light in Your Eyes – 3:56
5. Heaven – 4:33
6. Lonely People – 3:24
7. Eagle – 5:06
8. End of Time – 3:25
9. Say Goodbye – 4:23
10. Reason to Live – 4:51 (Lee, Meyer, von Rohr)
11. Come Along – 4:49
12. Homerun – 6:09

Traccia bonus della versione asiatica
1. Dirty Weekend – 3:48

- La traccia 3 è stata originariamente registrata da Andy Taylor per il film Sogno americano

## Formazione
- Steve Lee – voce
- Leo Leoni – chitarre, tastiere addizionali
- Mandy Meyer – chitarre
- Marc Lynn –  basso
- Hena Habegger –  batteria

### Altri musicisti
- H. P. Bruggermann – tastiere
- Nicolò Fragile – tastiere
- Danny Lee – cori
- Flavio H. – cori
- Wolfgang C. Drechsler – orchestra in Heaven
- Chris von Rohr – pianoforte in Heaven

## Classifiche
| Classifica (2001) | Posizione massima |
| ----------------- | ----------------- |
| Austria           | 51                |
| Germania          | 14                |
| Giappone          | 30                |
| Svizzera          | 1                 |